# 1945 au Japon

## Gouvernement
- Empereur : Hirohito.
- Premier ministre : Kuniaki Koiso, Kantarō Suzuki, Prince Naruhiko Higashikuni, Kijūrō Shidehara.
- Ministre de la Guerre : Hajime Sugiyama, Korechika Anami.
- Ministre de la Marine : Mitsumasa Yonai.
- Commandement suprême des forces alliées : Douglas MacArthur.

## Évènements

### Mars
- 9 - 10 mars : bombardements de Tokyo par plus de trois cents Boeing B-29 Superfortress effectuant un raid à basse altitude avec des bombes incendiaires, ce qui déclenche un gigantesque incendie détruisant près d'un quart de la ville.
- 26 mars : des soldats de la 77e division d'infanterie débarquent dans les îles Kerama à 24 km à l'ouest d'Okinawa.
- 27 mars : début de l'opération Famine.
- 31 mars : l'United States Marine Corps Amphibious Reconnaissance Battalion débarque sans rencontrer d’opposition sur Keise Shima.

### Avril
- 1er avril : invasion d'Okinawa.
- 6 avril : le Japon lance sa première contre-attaque aérienne avec quatre cents avions partis depuis l’ile de Kyūshū. La 96e division d'infanterie commence à rencontrer une résistance féroce dans le centre-ouest d’Okinawa entre Machinato et Ouki
- 11 avril : le cuirassé USS Missouri, les porte-avions USS Enterprise et USS Essex ainsi que six destroyers sont endommagés par des attaques japonaises.
- 12 avril : l'USS Mannert L. Abele est le premier navire coulé par un avion bombe suicide, un Yokosuka MXY-7 Ohka. La 32e armée japonaise attaque les positions américaines sur tout le front Machinato.
- 16 avril : la 77e division d'infanterie frappe l’île d'Ie-jima.
- 21 avril : Ie-jima est déclarée pacifiée.
- 24 avril : la première des trois lignes de défense japonaise, l'anneau défensif extérieur, la ligne Machinato, est prise.

### Mai
- 4 mai : les avions japonais coulent deux destroyers dont l'USS Luce faisant 126 morts dans l'attaque et le naufrage de ce dernier et endommagent un certain nombre d'autres navires dont le porte-avions britannique Formidable, le dragueur de mines américain USS Shea. La 32e armée lance une grande contre-offensive sur Okinawa.
- 13 mai : les troupes de la 96e division d'infanterie et le 763rd Tank Battalion (United States) capturent Conical Hill.
- 18 mai : Sugar Loaf Hill change de mains quatorze fois avant d'être finalement prise par les Américains.
- 20 mai : les troupes américaines atteignent le château de Shuri.
- 21 mai : chute du complexe défensif de Shuri.
- 25 mai : le destroyer USS Bates est coulé et plusieurs autres navires sont endommagés au large d'Okinawa.
- 29 mai : prise du château de Shuri.

### Juin
- 18 juin : le général Buckner est gravement blessé par l'artillerie ennemie alors qu’il inspecte un poste d'observation avancé, au sommet de la colline Mezado, dans le sud de l'île d'Okinawa ; il meurt sur la table d'opération.
- 19 juin : la côte sud d'Okinawa est atteinte.
- 21 juin : les derniers vestiges de résistance japonaise d'Okinawa tombent.
- 24 juin : fin des combats dans la partie sud d'Okinawa.

### Juillet
- 29 juillet : un avion japonais s’écrase sur le destroyer USS Callaghan au large d'Okinawa. Le Callaghan est le dernier navire de guerre américain coulé de la guerre par une attaque japonaise. Le conseil impérial refuse l'ultimatum américain sans répondre et recherche une voie diplomatique avec les Soviétiques.

### Août
- 6 août : depuis le B-29 baptisé Enola Gay, piloté par le colonel Paul Tibbets, est larguée sur Hiroshima la première bombe atomique, Little Boy.
- 7 août : premier vol du prototype du premier avion à réaction japonais, le Nakajima J8N1 Kikka.
- 9 août : l'Union soviétique déclare la guerre au Japon. Depuis le B-29 baptisé Bockscar, piloté par le major Charles Sweeney, est larguée sur Nagasaki une seconde bombe atomique, Fat Man.
- 14 août : incident de Kyūjō.
- 15 août : allocution radiophonique de l’empereur Hirohito indiquant que le pays acceptait les termes de la Déclaration de Potsdam.
- 26 août : entrée de la flotte alliée dans les eaux territoriales japonaises.
- 28 août : début de l'occupation du Japon par le commandement suprême des forces alliées. L’Armée rouge occupe les Kouriles

### Septembre
- 2 septembre : capitulation du Japon.
- 7 septembre : cérémonie officielle de reddition (Okinawa) à proximité de l'aérodrome de Kadena.